# ジメチルスルファミド

ジメチルスルファミド

ジメチルスルファミドは、化学式 SO2(NHCH3)2 で表される有機化合物である。乾燥エーテル溶液中でメチルアミンと塩化スルフリルを反応させることにより
SO2Cl2 + 2 NH2CH3 → SO2(NHCH3)2 + 2 HCl
の反応にて生成する。